# Fokus (språkvetenskap)
Fokus är ett grammatiskt begrepp som främst används i filippinska språk som till exempel cebuano.  Det innebär att verb böjs efter hur relationen mellan verbet och satsens huvudtema ser ut.